# Косовська операція (1915)
Ко́совська опера́ція (10 листопада — 4 грудня 1915) — битва Першої світової війни на Балканському фронті, між сербськими і болгарськими військами, що завершилася перемогою болгарських військ.

## Битва
Форсувавши Мораву, болгарські війська далі наступали на територію Косова. Головний удар 1-ї болгарської армії був завданий на Приштину. 9 листопада болгарські частини вступили в Косово. Сербські війська спробували завдати контрудару і об'єднатися з англо-французькими військами, що висадилися в Салоніках, проте атаки сербів були відбиті. 24 листопада частини 1-ї болгарської армії без особливих зусиль захопили Приштину.
4 грудня операція в Косові завершується тим, що сербська армія в тяжких умовах відступає в Албанію. При цьому сербські війська втратили 30 тис. убитими і пораненими, 150 автомашин, велику кількість коней та інше військове майно. Сербська армія згодом відступила до Албанії, а пізніше перейшла на грецький острів Корфу.
Після операції в Косові болгарські війська вступають у межі сербської Македонії. У Косові встановлюється болгарський уряд.

## Наслідки
Болгарським військам не вдалося досягти своєї головної мети в Косовській операції — оточення і знищення сербських сил, яким навіть з великими втратами живої сили і зброї вдалося відступити до Албанії.
Після битви болгарська армія просунулась на південь, де зустрілася з військами Антанти. Там формується Салонікський фронт, де ще три роки триватимуть кровопролитні бої.